# Gabriela Drăgoi
Gabriela Drăgoi (ur. 28 sierpnia 1992 w Buzău) – rumuńska gimnastyczka, brązowa medalistka olimpijska z Pekinu.

## Sukcesy
| Rok  | Zawody               | Miasto | Miejsce | Konkurencja        | Punktacja |
| ---- | -------------------- | ------ | ------- | ------------------ | --------- |
| 2008 | Igrzyska olimpijskie | Pekin  | 3       | Wielobój drużynowo | 181.525   |